# Piniphantes himalayensis
Piniphantes himalayensis är en spindelart som först beskrevs av Andrei V. Tanasevitch 1987.  Piniphantes himalayensis ingår i släktet Piniphantes och familjen täckvävarspindlar.
Artens utbredningsområde är Nepal. Inga underarter finns listade i Catalogue of Life.